# Волиця (гміна Богорія)
Волиця (пол. Wolica) — село в Польщі, у гміні Богорія Сташовського повіту Свентокшиського воєводства.
Населення — 53 особи (2011).
У 1975-1998 роках село належало до Тарнобжезького воєводства.

## Демографія
Демографічна структура на день 31 березня 2011 року:
|          | Загалом | Допрацездатний вік | Працездатний вік | Постпрацездатний вік |
| -------- | ------- | ------------------ | ---------------- | -------------------- |
| Чоловіки | 25      | 4                  | 19               | 2                    |
| Жінки    | 28      | 1                  | 20               | 7                    |
| Разом    | 53      | 5                  | 39               | 9                    |